# Cumbre del G-20 de Hangzhou
La Cumbre del G-20 de Hangzhou fue la undécima cumbre de jefes de Estado y de Gobierno de los países del G-20. Las reuniones de los mandatarios se celebraron del 4 al 5 de septiembre de 2016 en Hangzhou (China).

## Acerca del G20
El Grupo de los 20 (numerónimo: G-20) es un foro de 20 países, más la Unión Europea, donde se reúnen regularmente, desde 1999, jefes de Estado (o Gobierno), gobernadores de bancos centrales y ministros de finanzas. Está constituido por siete de los países más industrializados —Alemania, Canadá, Estados Unidos, Francia, Italia, Japón y Reino Unido— (G-7), más Rusia (G-8), más once países recientemente industrializados de todas las regiones del mundo, y la Unión Europea como bloque económico. España es invitado permanente en el G-20 y ha participado en todas y cada una de sus reuniones desde su creación en 2008.
Es un foro de cooperación y consultas entre los países en temas relacionados con el sistema financiero internacional. Estudia, revisa y promueve discusiones sobre temas relacionados con los países industrializados y las economías emergentes, con el objetivo de mantener la estabilidad financiera internacional, y de encargarse de temas que estén más allá del ámbito de acción de otras organizaciones de menor jerarquía.
Desde 2009, el G-20 ha desplazado al G-8 y al G8+5 como foro de discusión de la economía mundial.

## Acerca de la Cumbre

### Contaminación en China

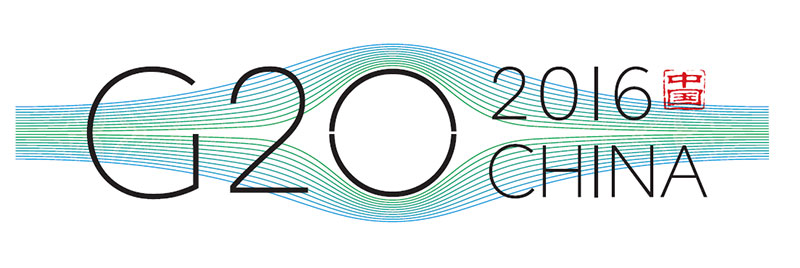
Logo oficial.

Días antes de la Cumbre en la ciudad se llevaron a cabo varias restricciones para disminuir la contaminación: se prohibió la libre circulación de los vehículos, solo algunos eran permitidos; se pararon las construcciones, los habitantes recibieron vacaciones de una semana (fueron forzados a abandonar la ciudad), varias fábricas dejaron de trabajar durante una temporada (incluyendo unas doscientas acerías).

### Calentamiento global
El 3 de septiembre de 2016, Barack Obama y Xi Jinping anunciaron su decisión de ratificar el Acuerdo de París (de la Conferencia de las Naciones Unidas sobre Cambio Climático de 2015). Después de que lo hicieron, otros 26 países también firmaron dicho acuerdo. Estados Unidos y China son responsables del 18% y el 20% de la emisión global del dióxido de carbono respectivamente.

### Declaraciones
Los líderes se declararon a favor de:
- Lucha contra el fraude fiscal (se pidió a la Organización para la Cooperación y el Desarrollo Económicos creación de una lista de los paraísos fiscales).
- Aumento del comercio internacional y las inversiones.
- Lucha contra el proteccionismo.
- Innovaciones para acelerar el crecimiento económico.
- Lucha contra los ataques populistas contra la globalización.
- Apoyo a los refugiados.

## Líderes participantes

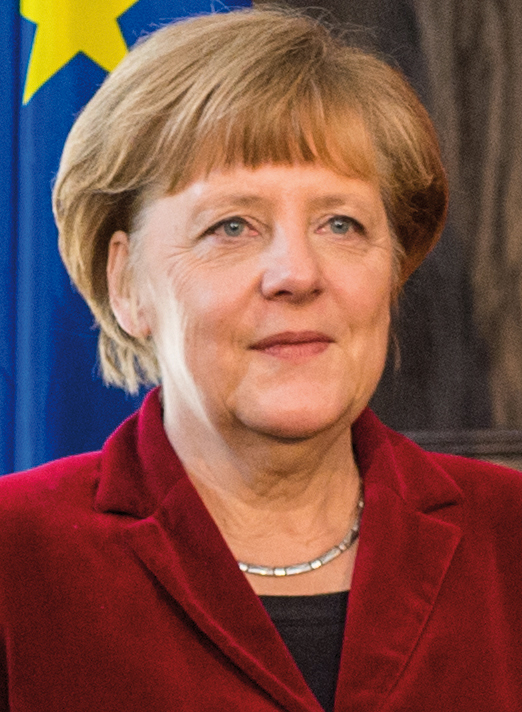
GER Angela Merkel, Canciller
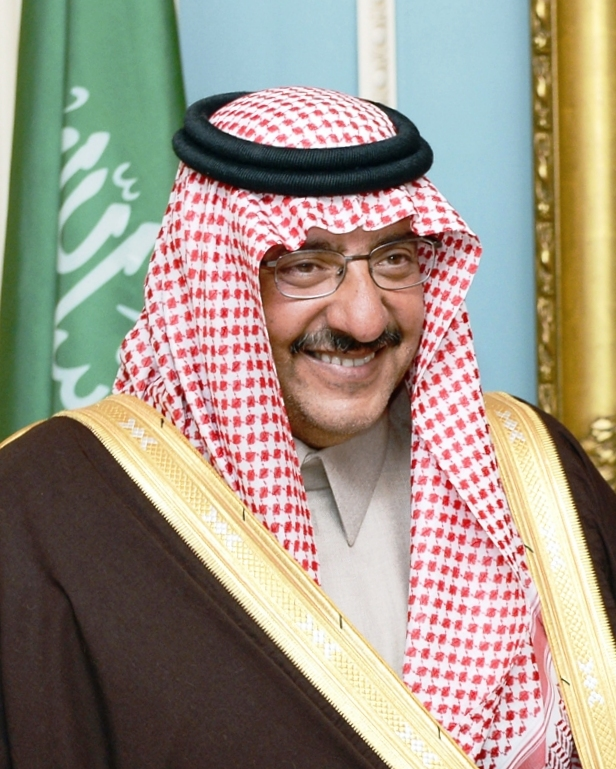
SAU Muhammad, Príncipe Heredero
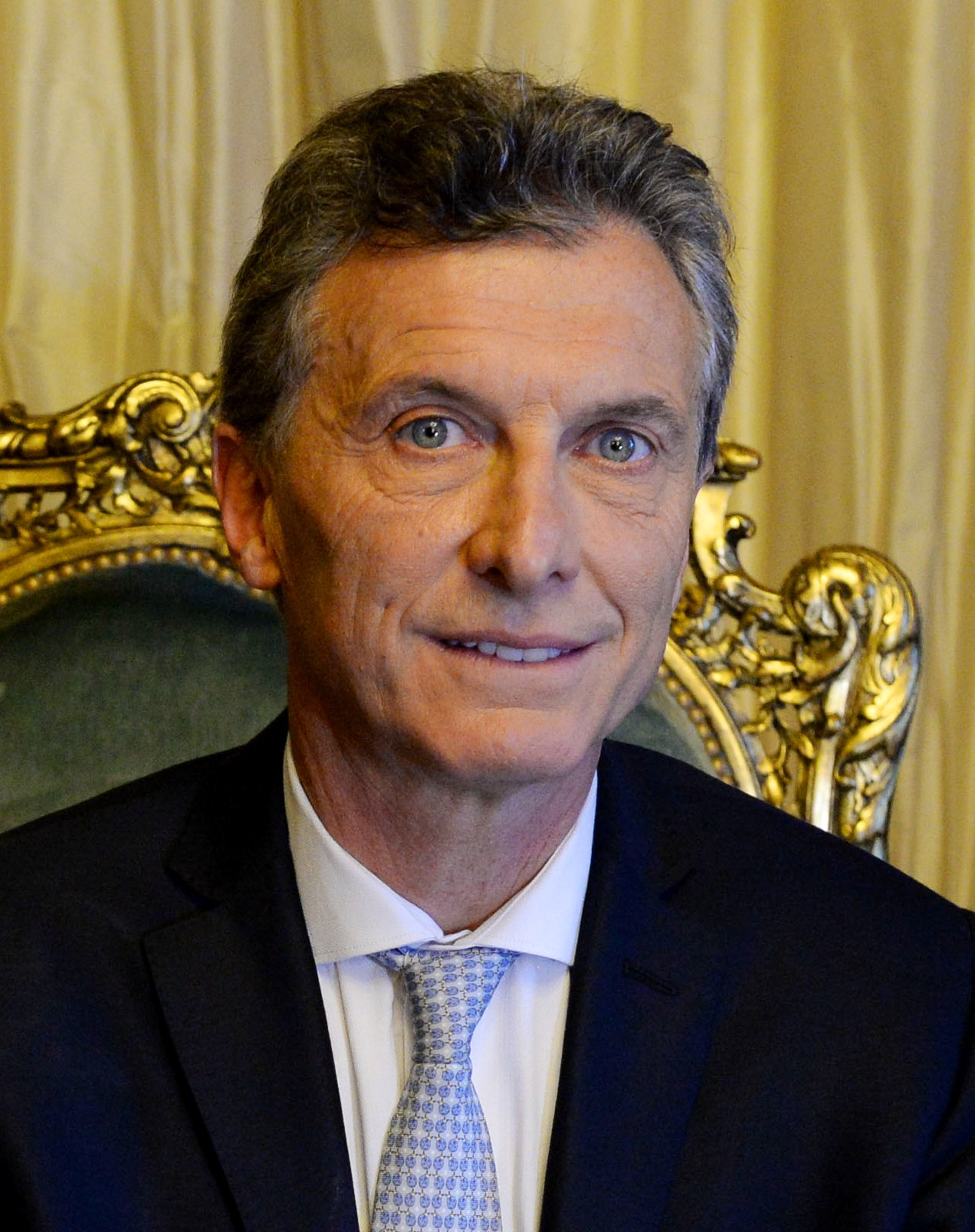
ARG Mauricio Macri, Presidente
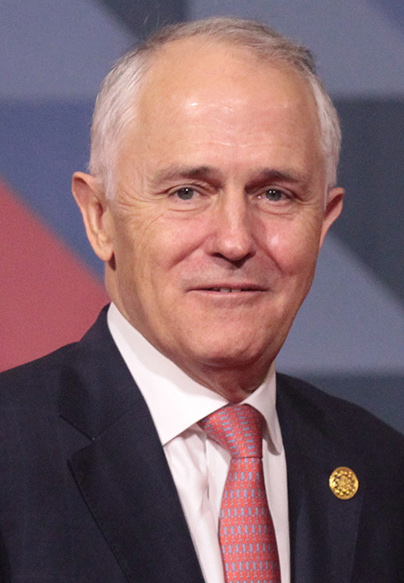
AUS Malcolm Turnbull, Primer Ministro
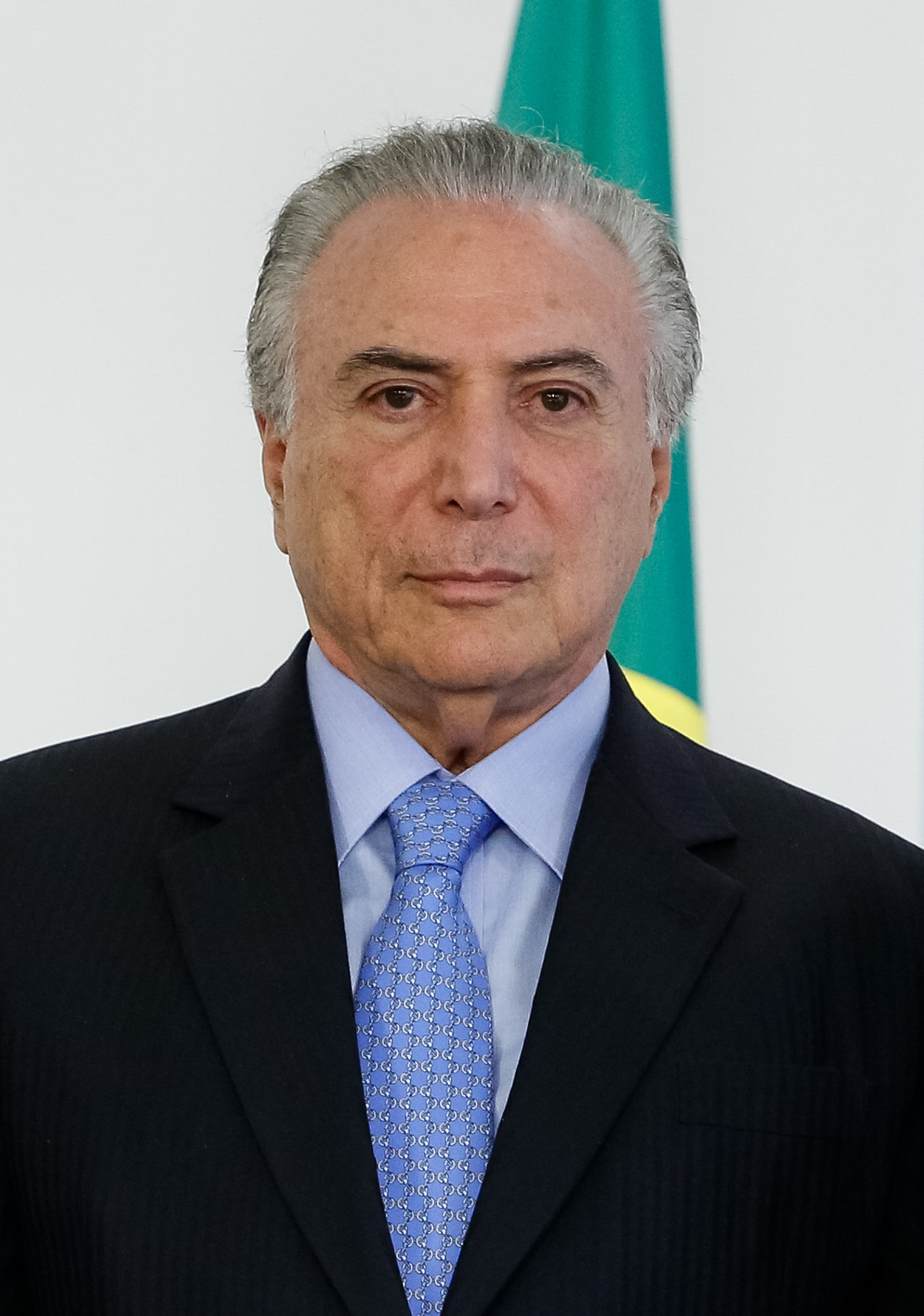
BRA Michel Temer, Presidente
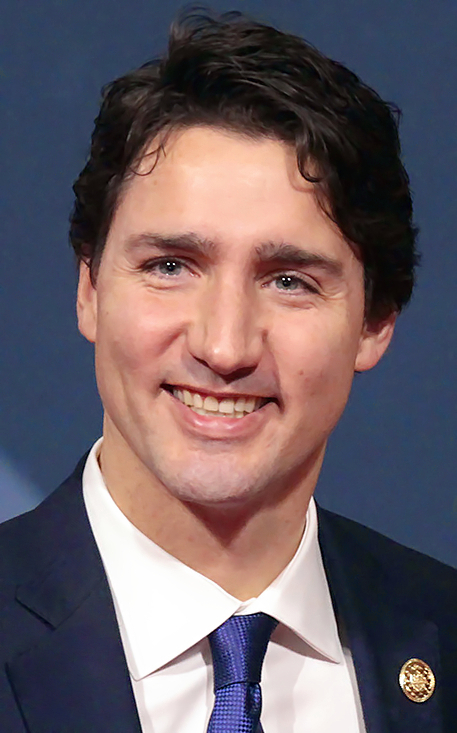
CAN Justin Trudeau, Primer Ministro
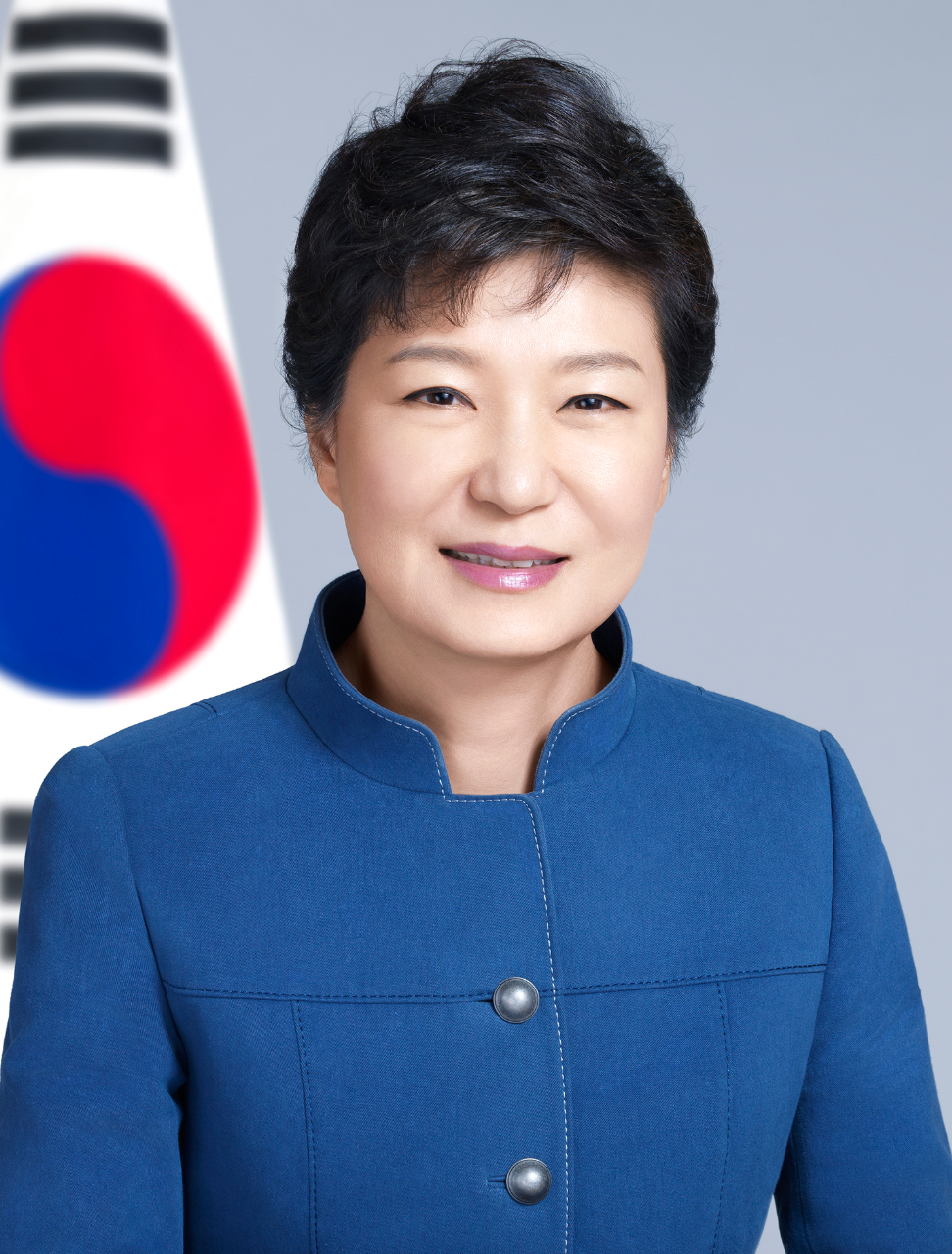
KOR Park Geun-hye, Presidenta
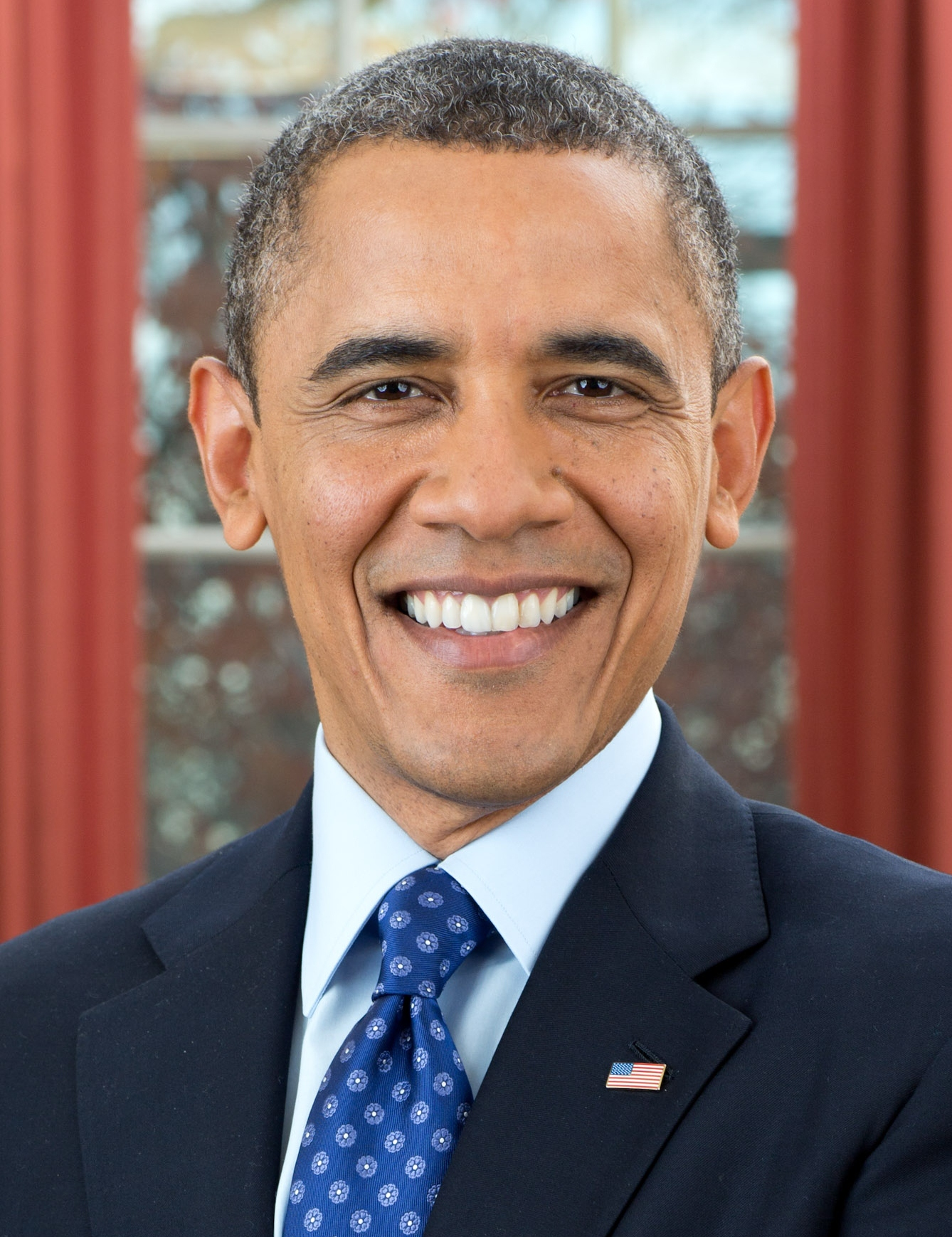
USA Barack Obama, Presidente
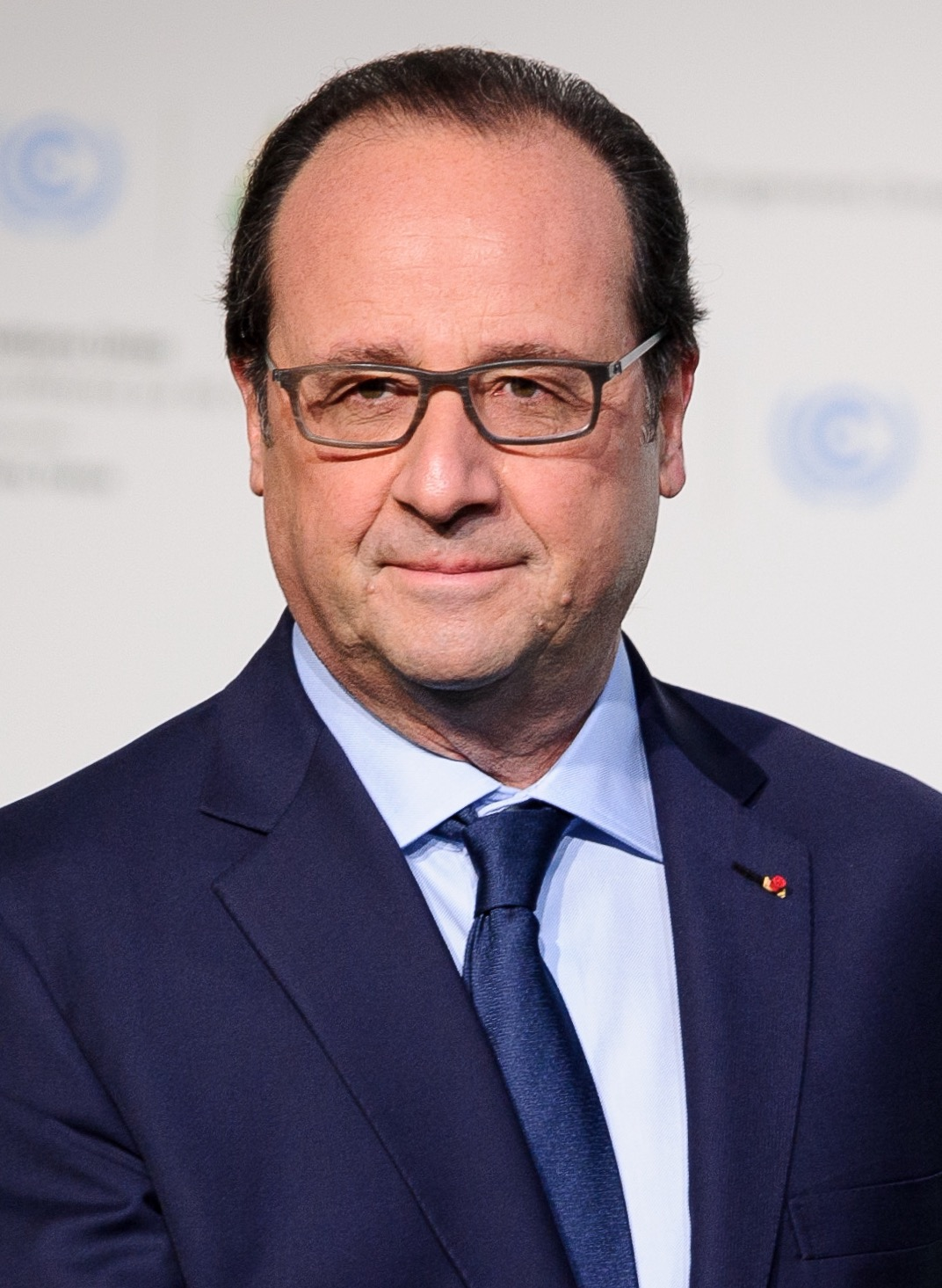
FRA François Hollande, Presidente
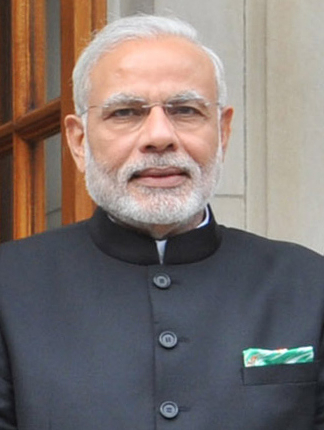
IND Narendra Modi, Primer Ministro
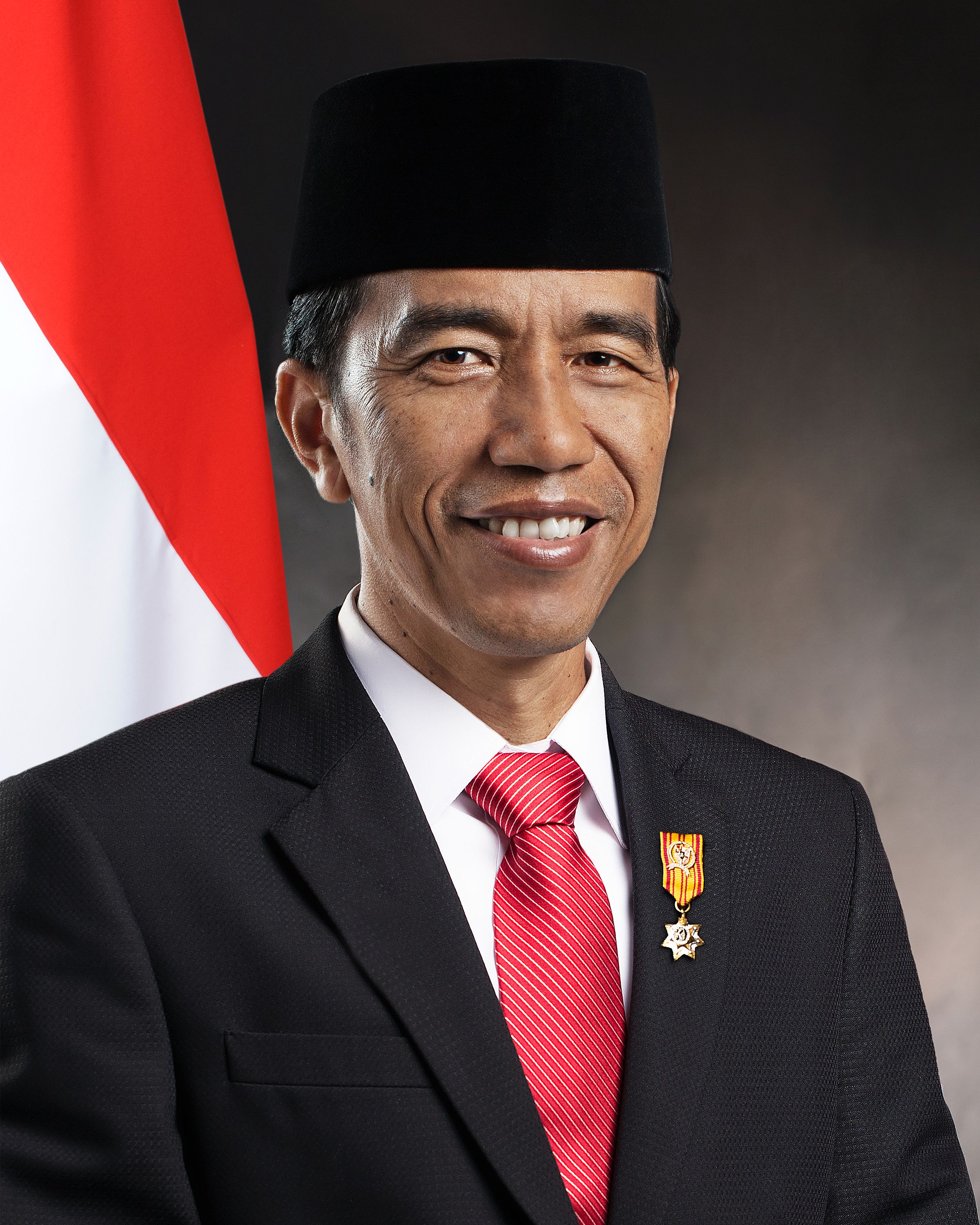
IDN Joko Widodo, Presidente
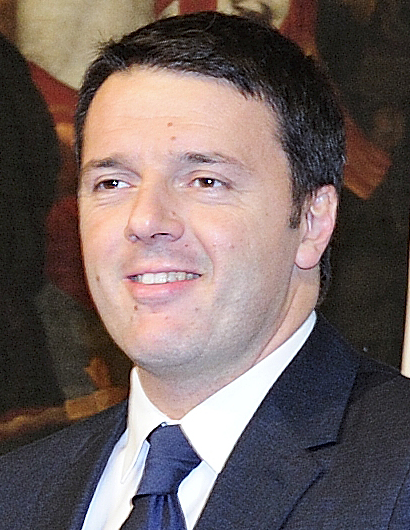
ITA Matteo Renzi, Primer Ministro
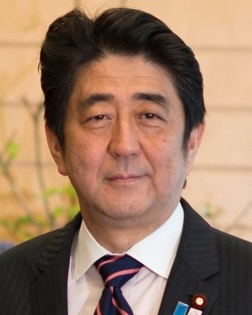
JPN Shinzō Abe, Primer Ministro
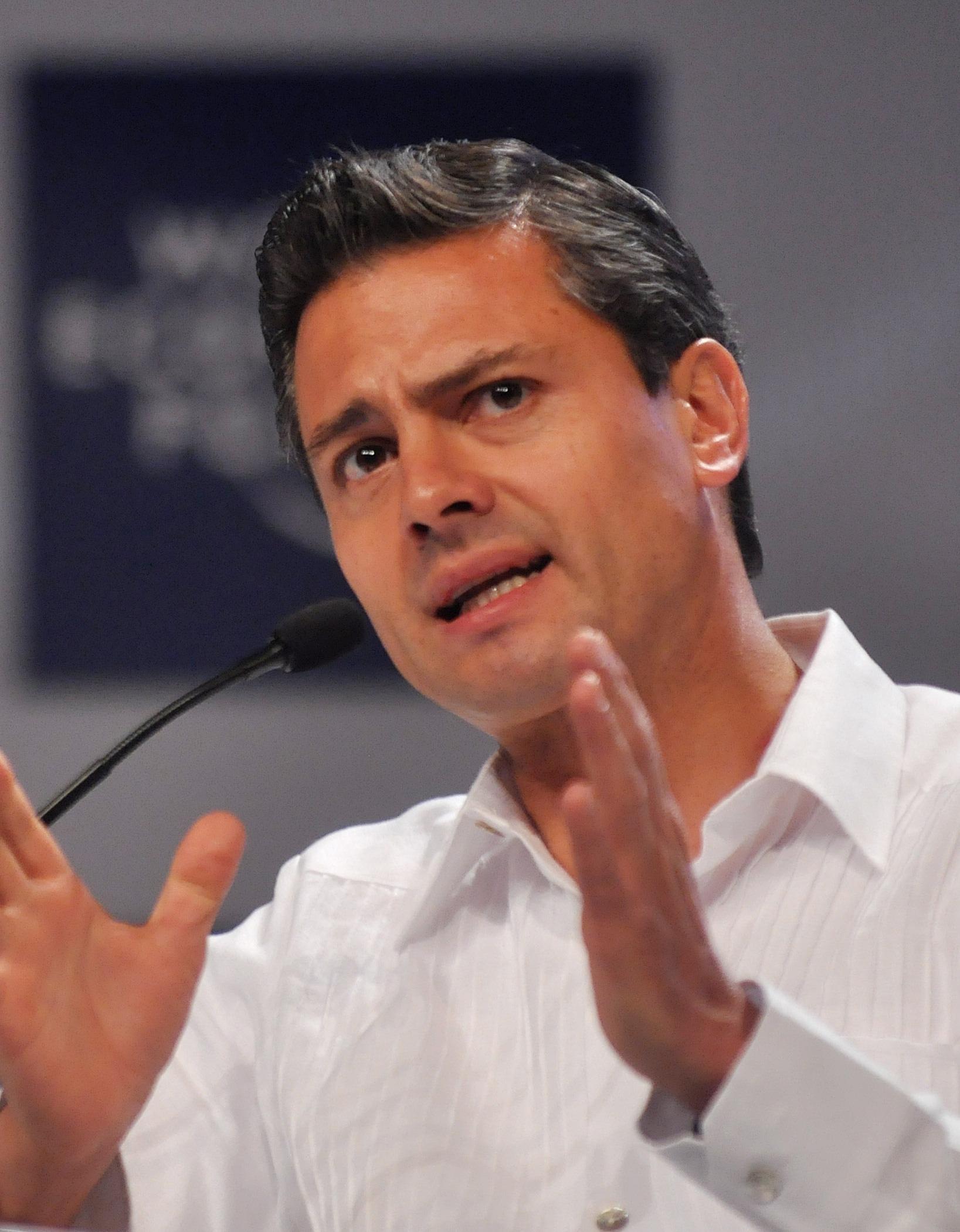
MEX Enrique Peña Nieto, Presidente
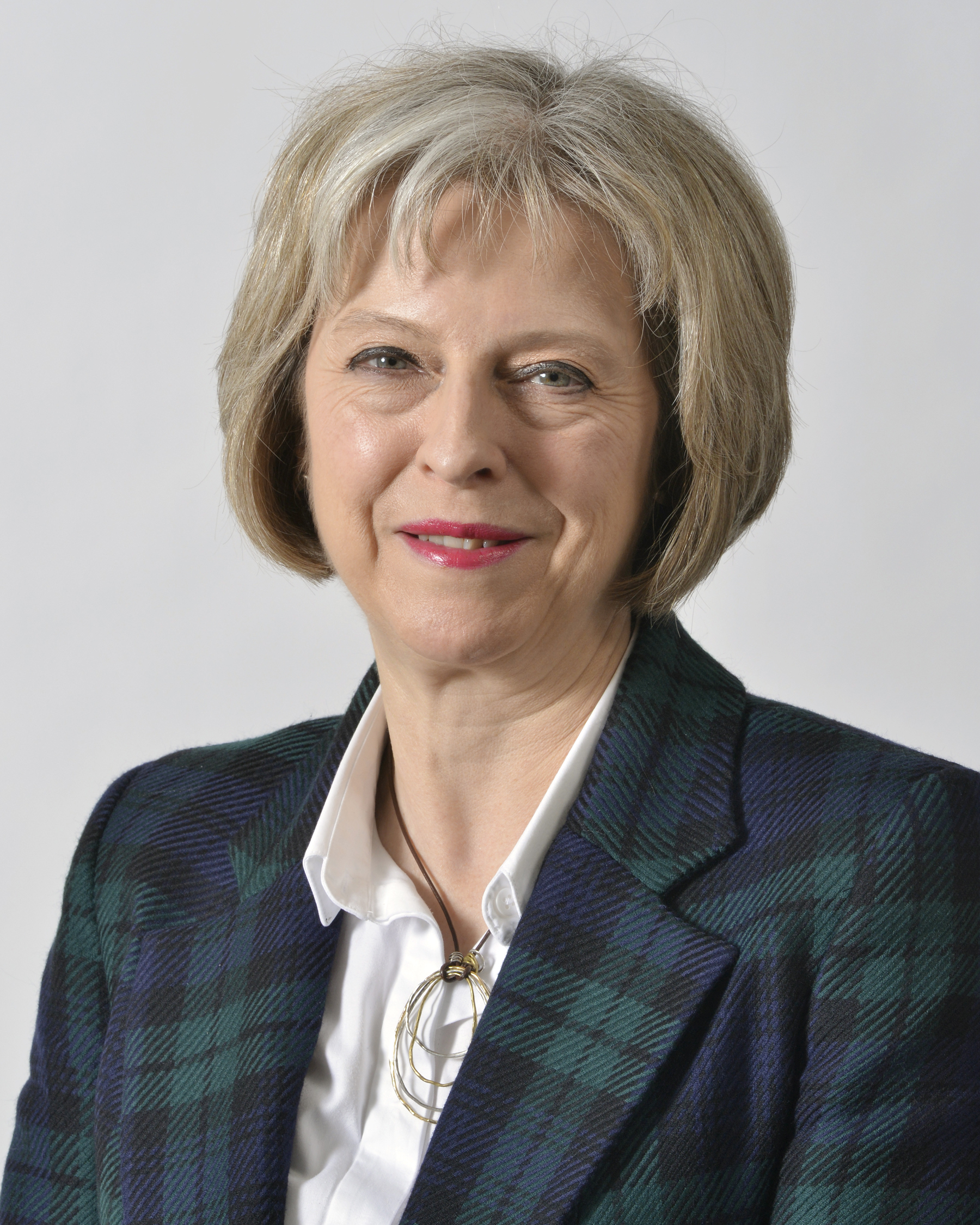
' Theresa May, Primera Ministra
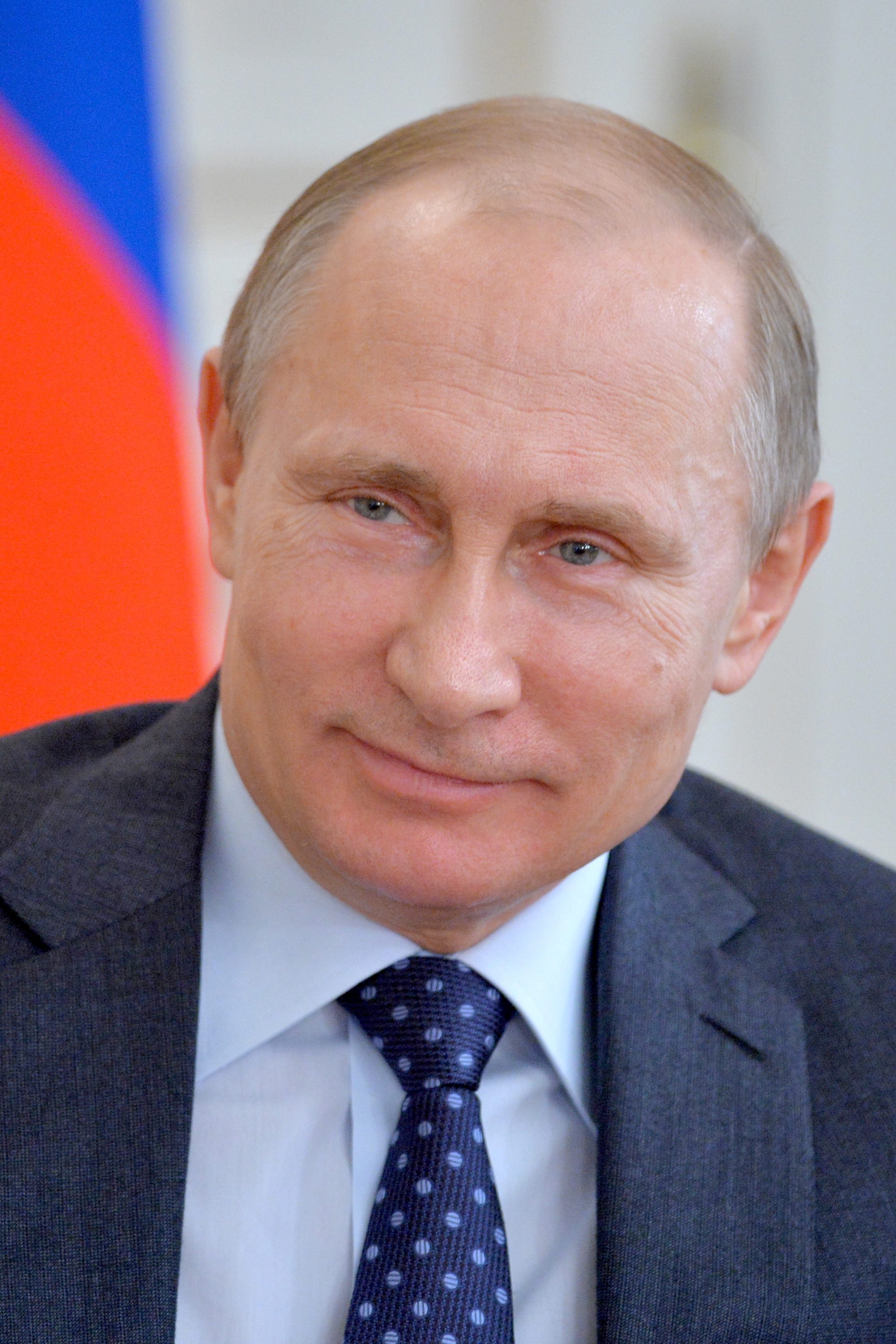
RUS Vladímir Putin, Presidente
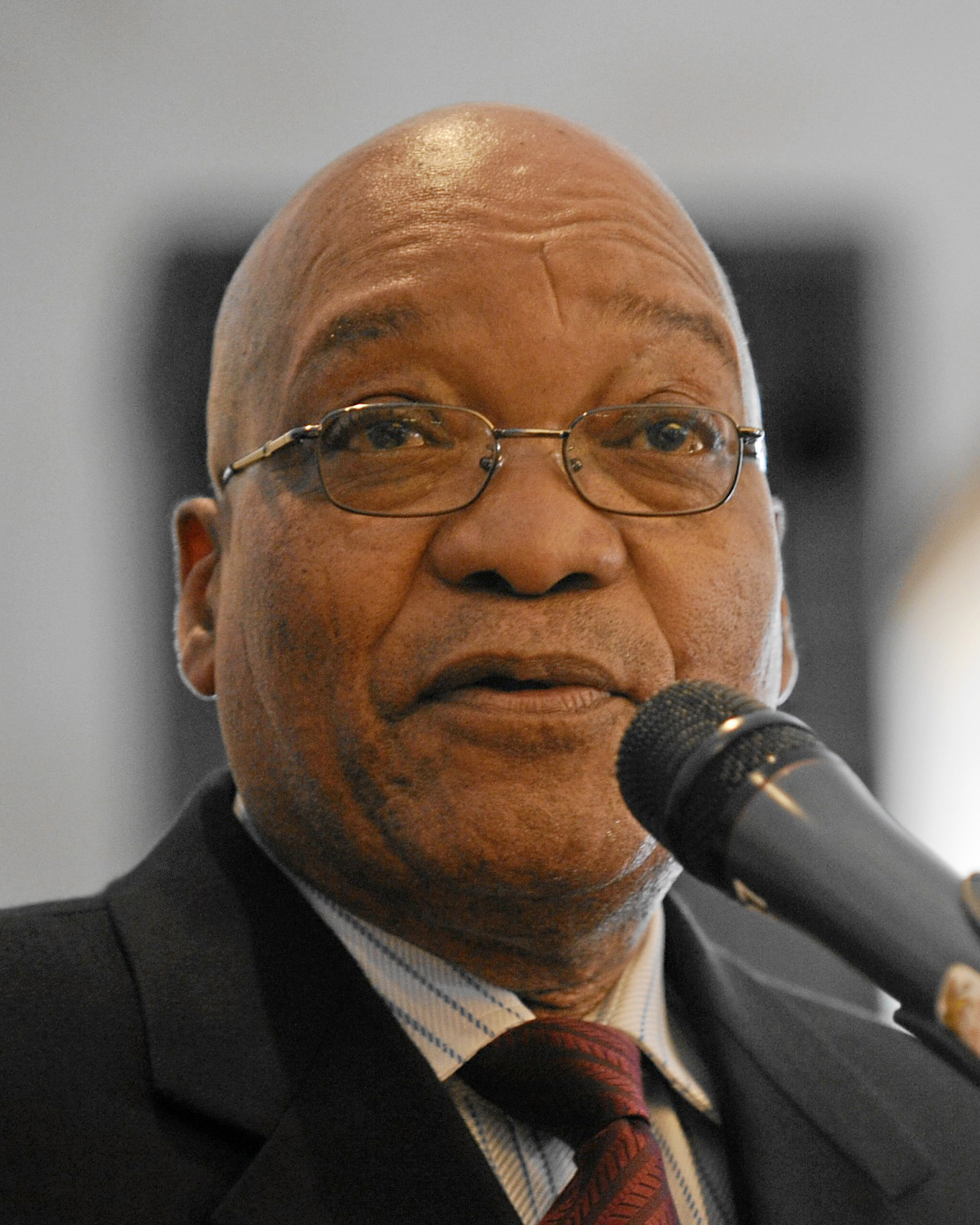
ZAF Jacob Zuma, Presidente
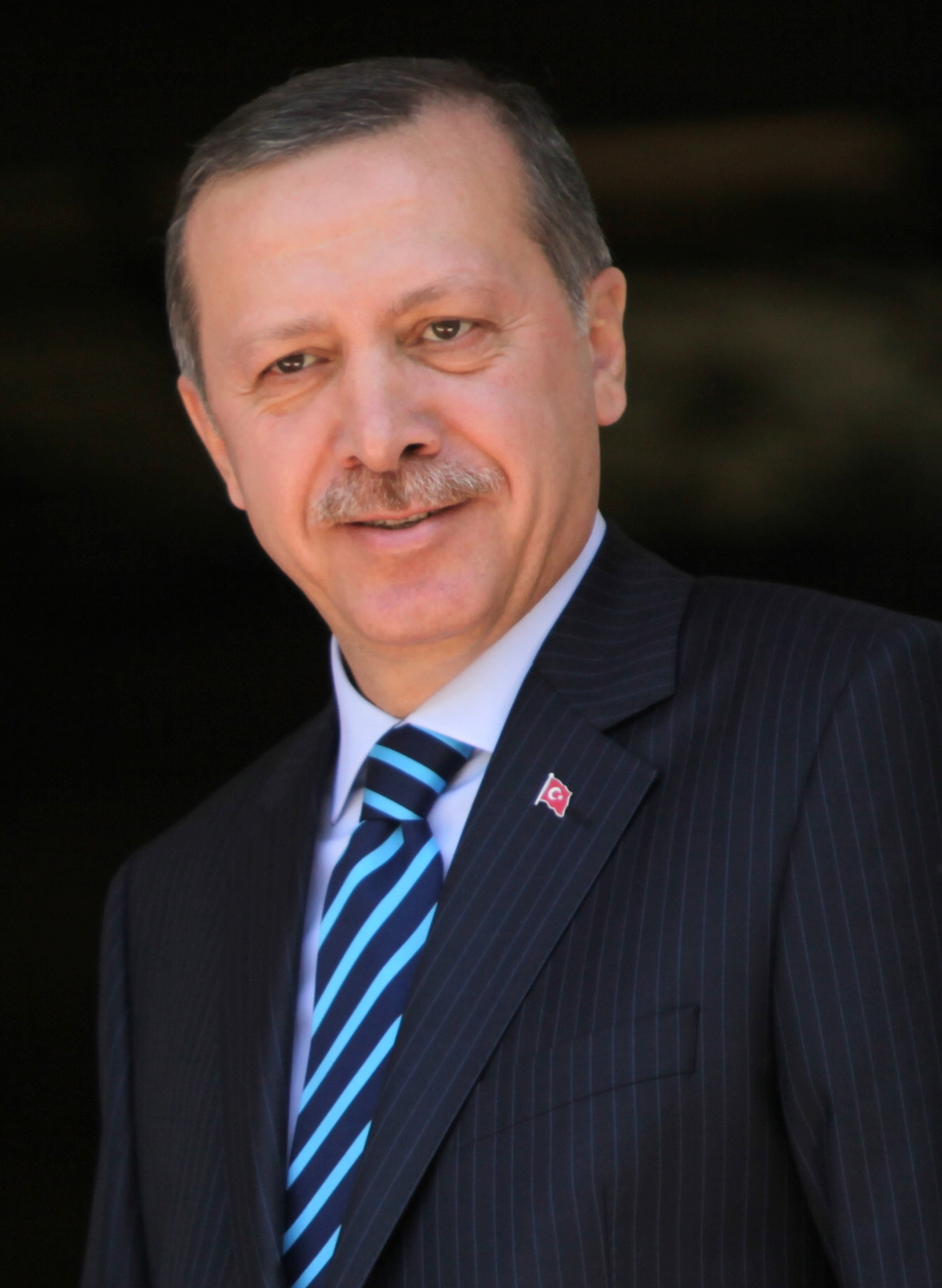
TUR Recep Tayyip Erdoğan, Presidente
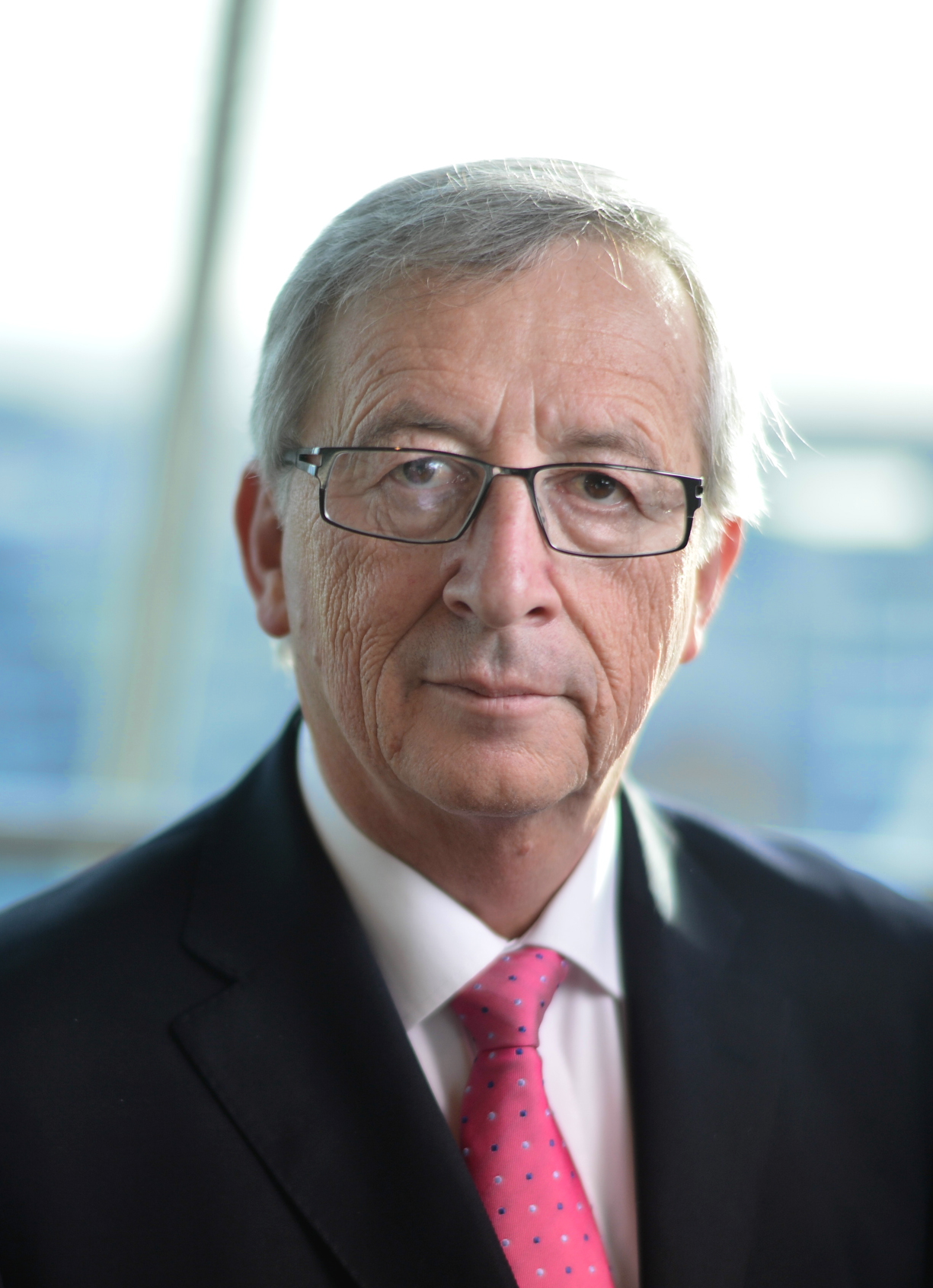
' Jean-Claude Juncker, Presidente de la Comisión Europea
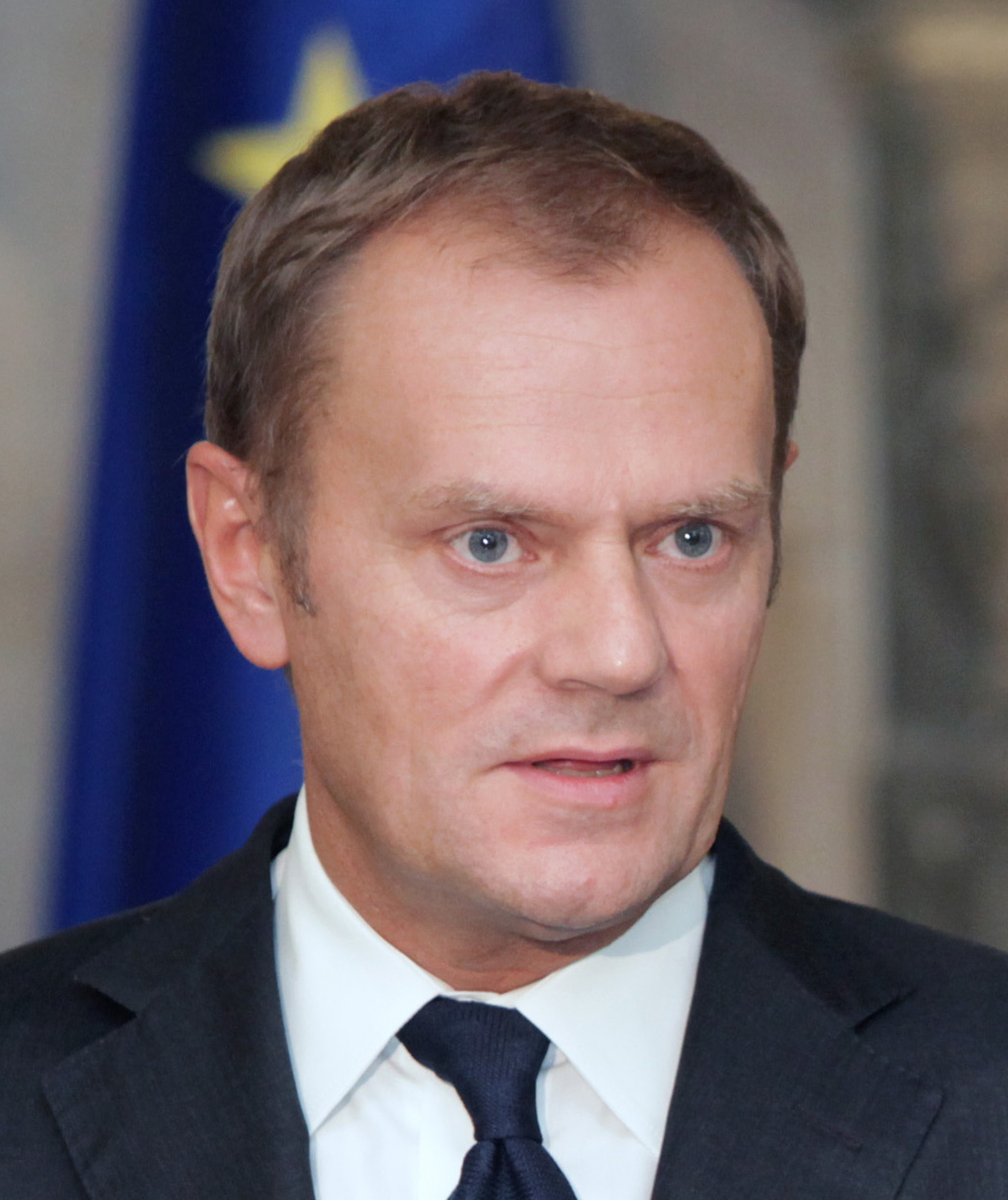
' Donald Tusk, Presidente del Consejo Europeo

- Alemania
Angela Merkel, Canciller
- Arabia Saudita
Muhammad, Príncipe Heredero
- Argentina
Mauricio Macri, Presidente
- Australia
Malcolm Turnbull, Primer Ministro
- Brasil
Michel Temer, Presidente
- Canadá
Justin Trudeau, Primer Ministro
- Corea del Sur
Park Geun-hye, Presidenta
- Estados Unidos
Barack Obama, Presidente
- Francia
François Hollande, Presidente
- India
Narendra Modi, Primer Ministro
- Indonesia
Joko Widodo, Presidente
- Italia
Matteo Renzi, Primer Ministro
- Japón
Shinzō Abe, Primer Ministro
- México
Enrique Peña Nieto, Presidente
- Reino Unido
Theresa May, Primera Ministra
- Rusia
Vladímir Putin, Presidente
- Sudáfrica
Jacob Zuma, Presidente
- Turquía
Recep Tayyip Erdoğan, Presidente
- Unión Europea
Jean-Claude Juncker, Presidente de la Comisión Europea
- Unión Europea
Donald Tusk, Presidente del Consejo Europeo

## Líderes invitados

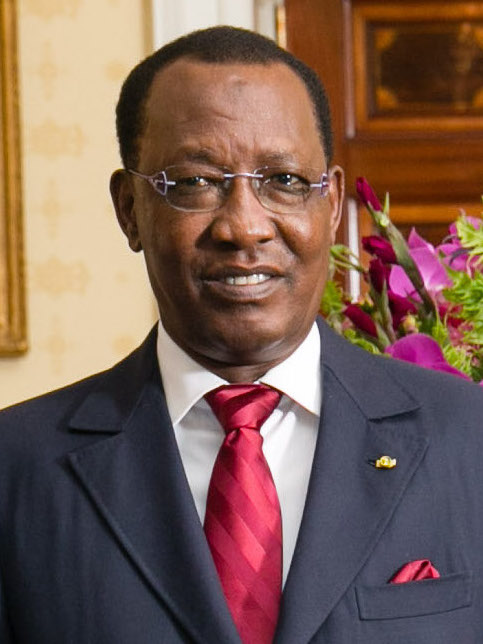
CHA Idriss Déby, Presidente, Presidente de la Unión Africana para el 2016
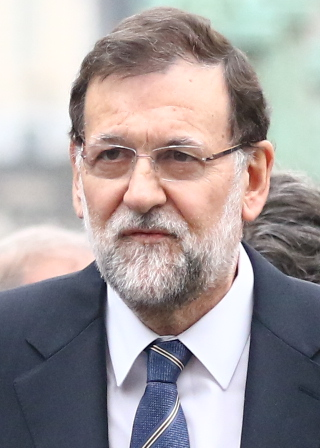
ESP Mariano Rajoy, Presidente, invitado permanente
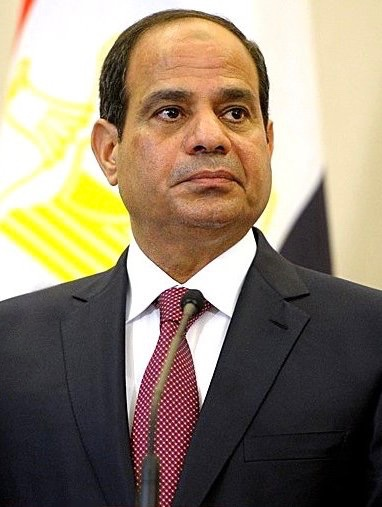
EGY Abdelfatah Al-Sisi, Presidente
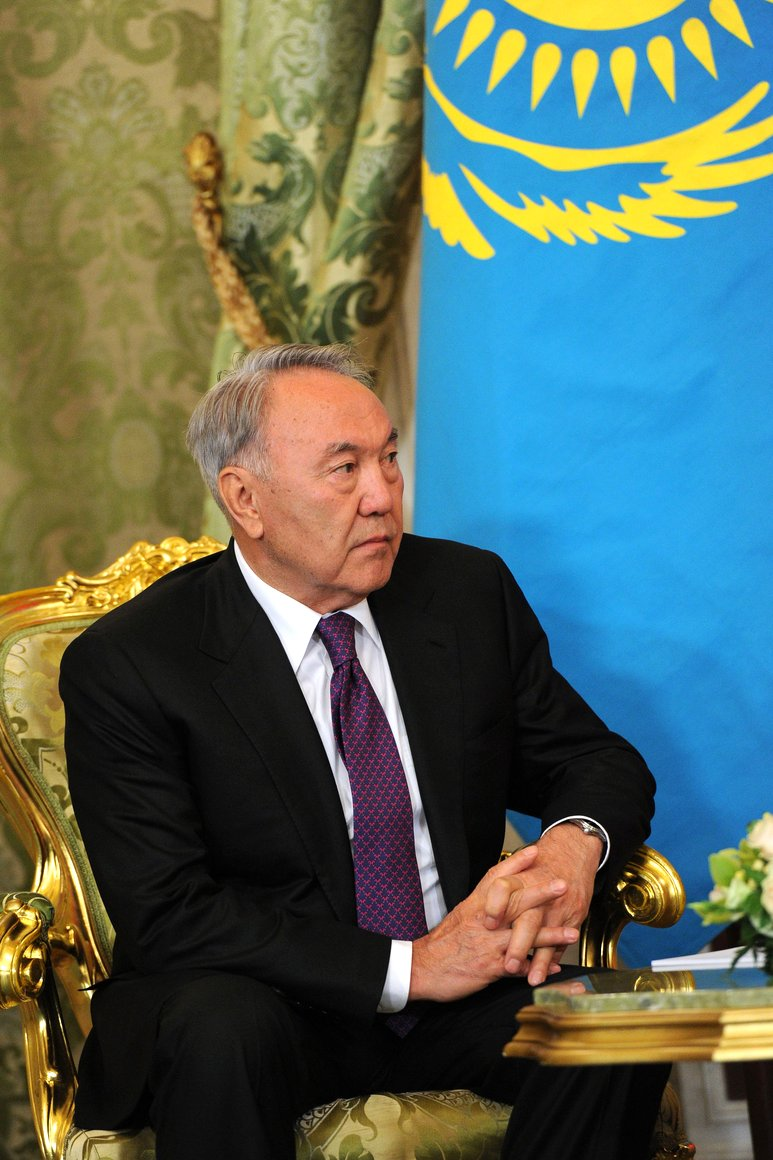
KAZ Nursultan Nazarbayev, Presidente
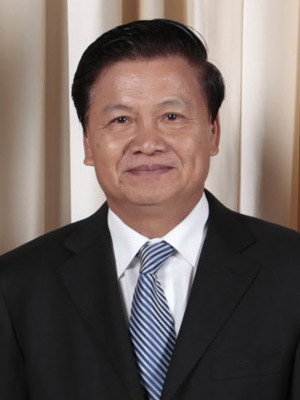
LAO Bounnhang Vorachith, Presidente, Presidente de la ASEAN para el 2016
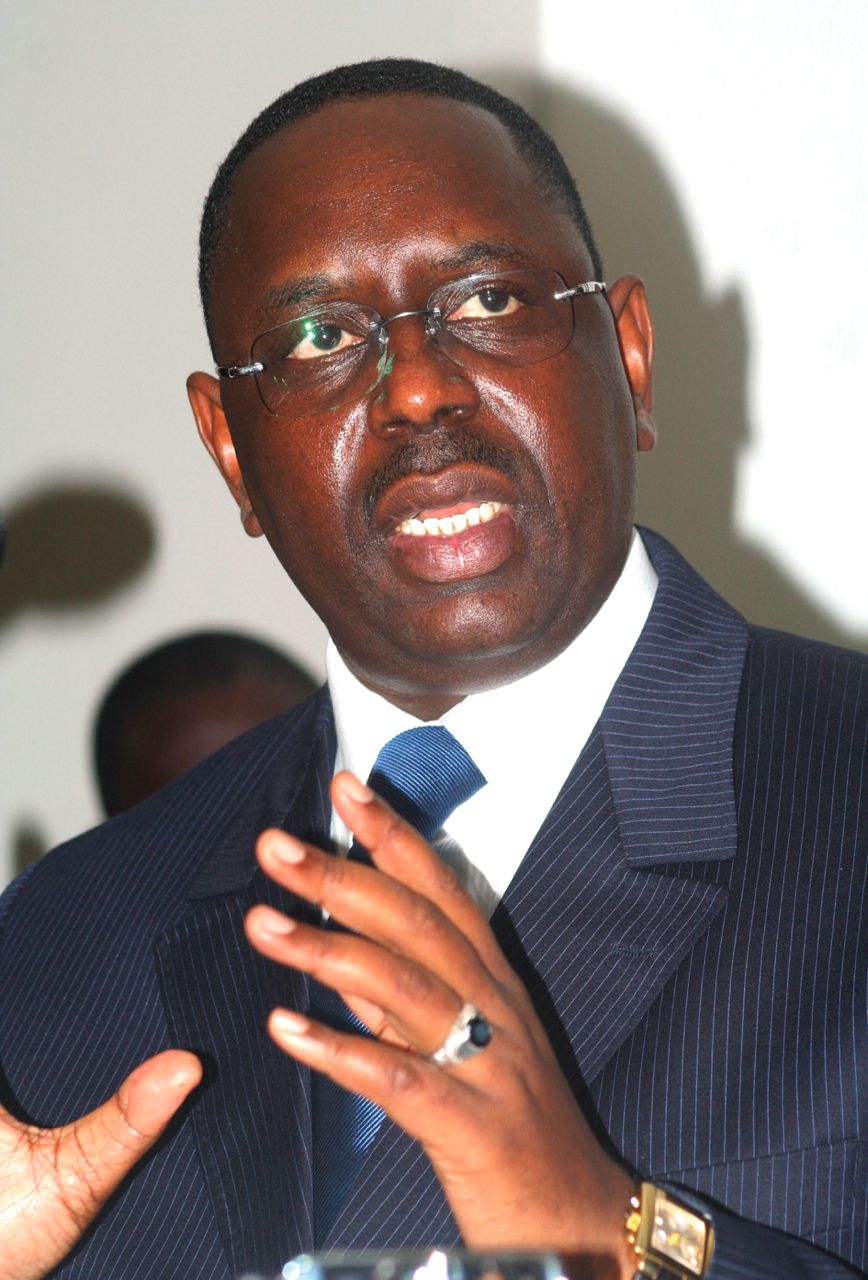
SEN Macky Sall, Presidente, Presidente de NEPAD
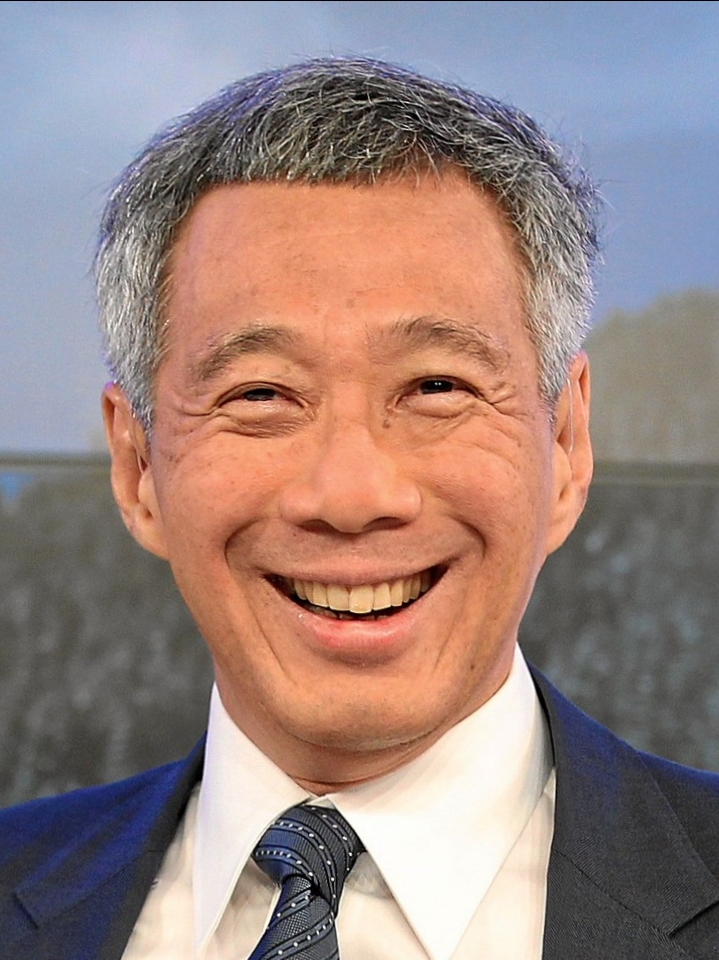
SGP Lee Hsien Loong, Primer Ministro
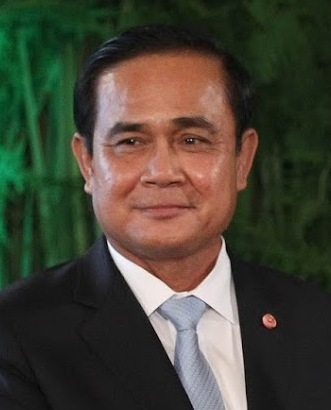
THA Prayut Chan-o-cha, Primer Ministro

- Chad
Idriss Déby, Presidente, Presidente de la Unión Africana para el 2016
- España
Mariano Rajoy, Presidente, invitado permanente
- Egipto
Abdelfatah Al-Sisi, Presidente
- Kazajistán
Nursultan Nazarbayev, Presidente
- Laos
Bounnhang Vorachith, Presidente, Presidente de la ASEAN para el 2016
- Senegal
Macky Sall, Presidente, Presidente de NEPAD
- Singapur
Lee Hsien Loong, Primer Ministro
- Tailandia
Prayut Chan-o-cha, Primer Ministro

## Organizaciones Internacionales

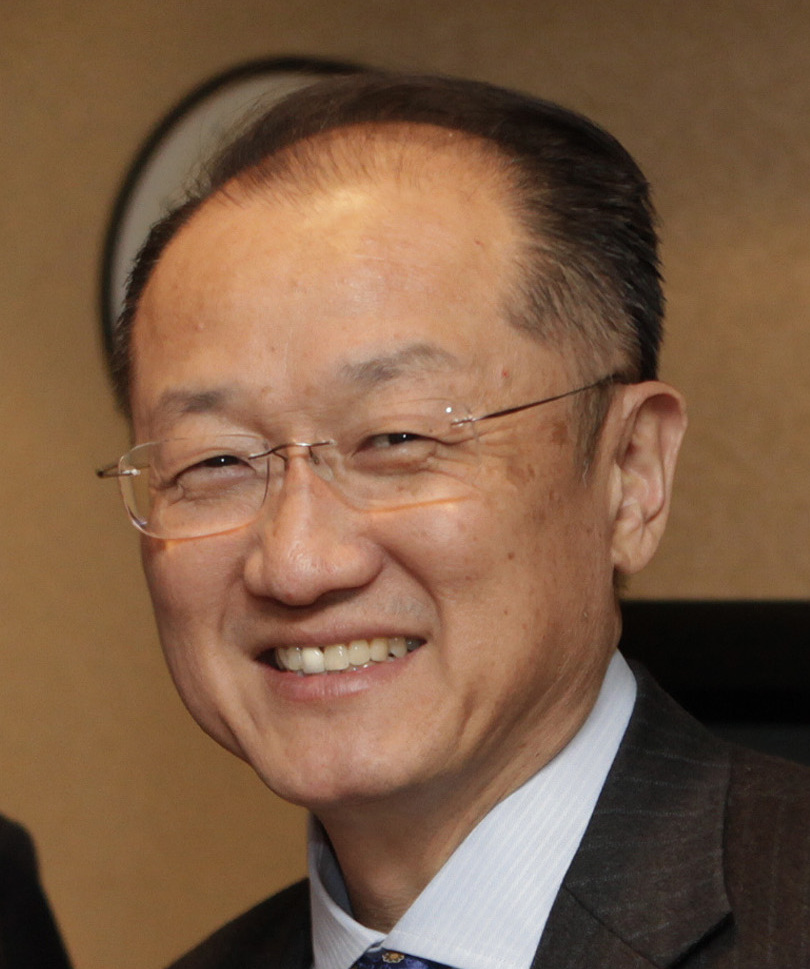
Banco Mundial Jim Yong Kim, Presidente
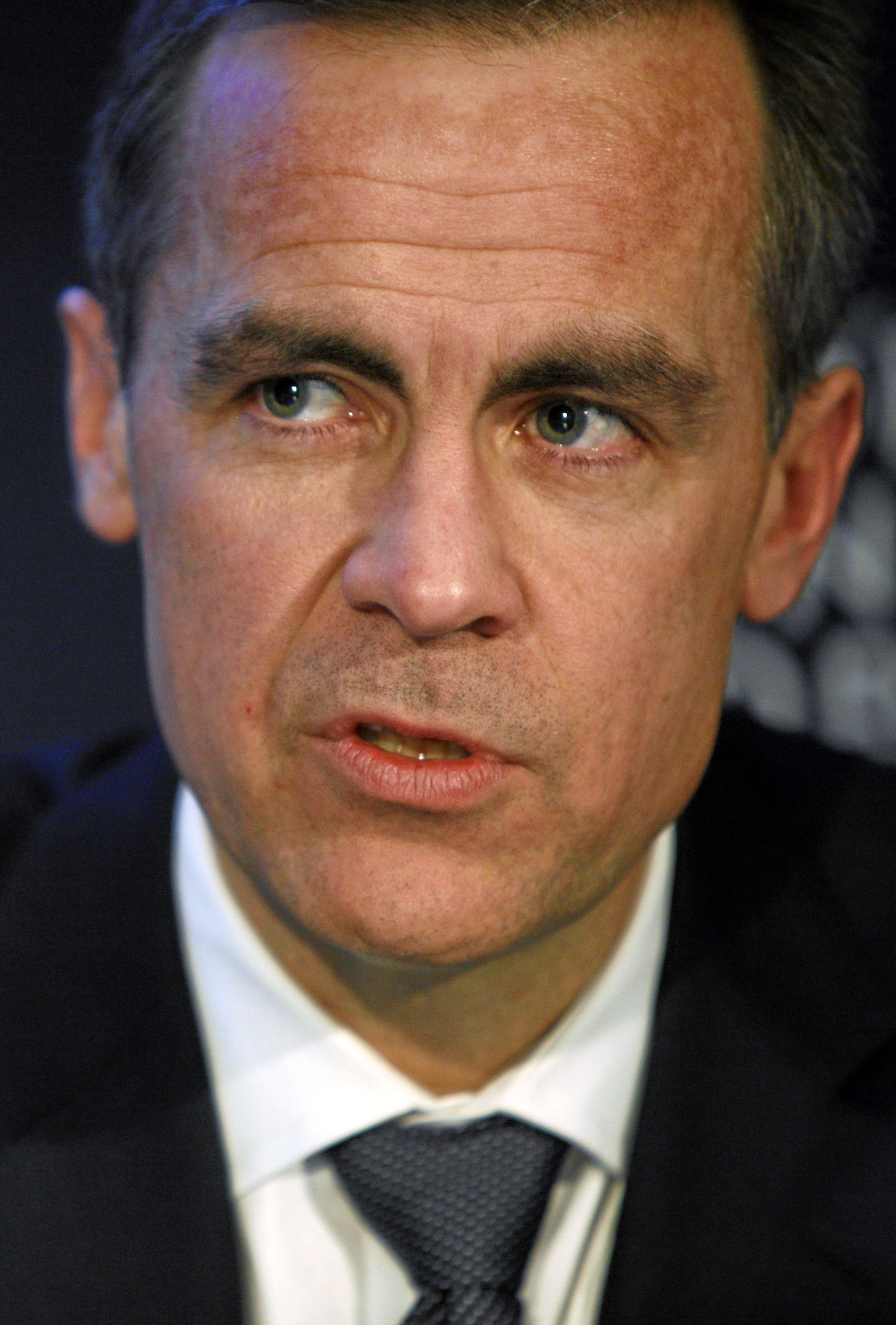
Consejo de Estabilidad Financiera Mark Carney, Presidente
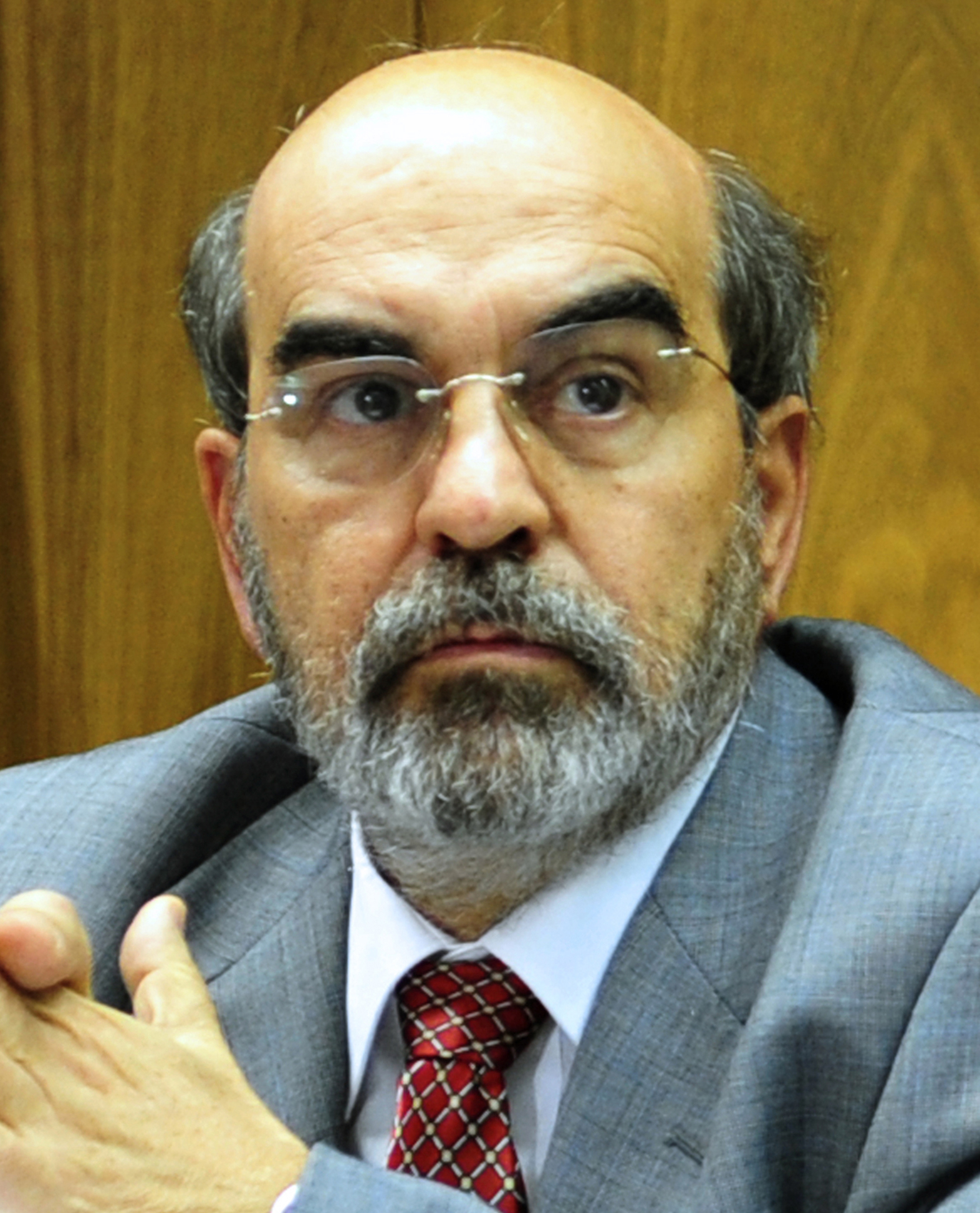
FAO José Graziano da Silva, Director General
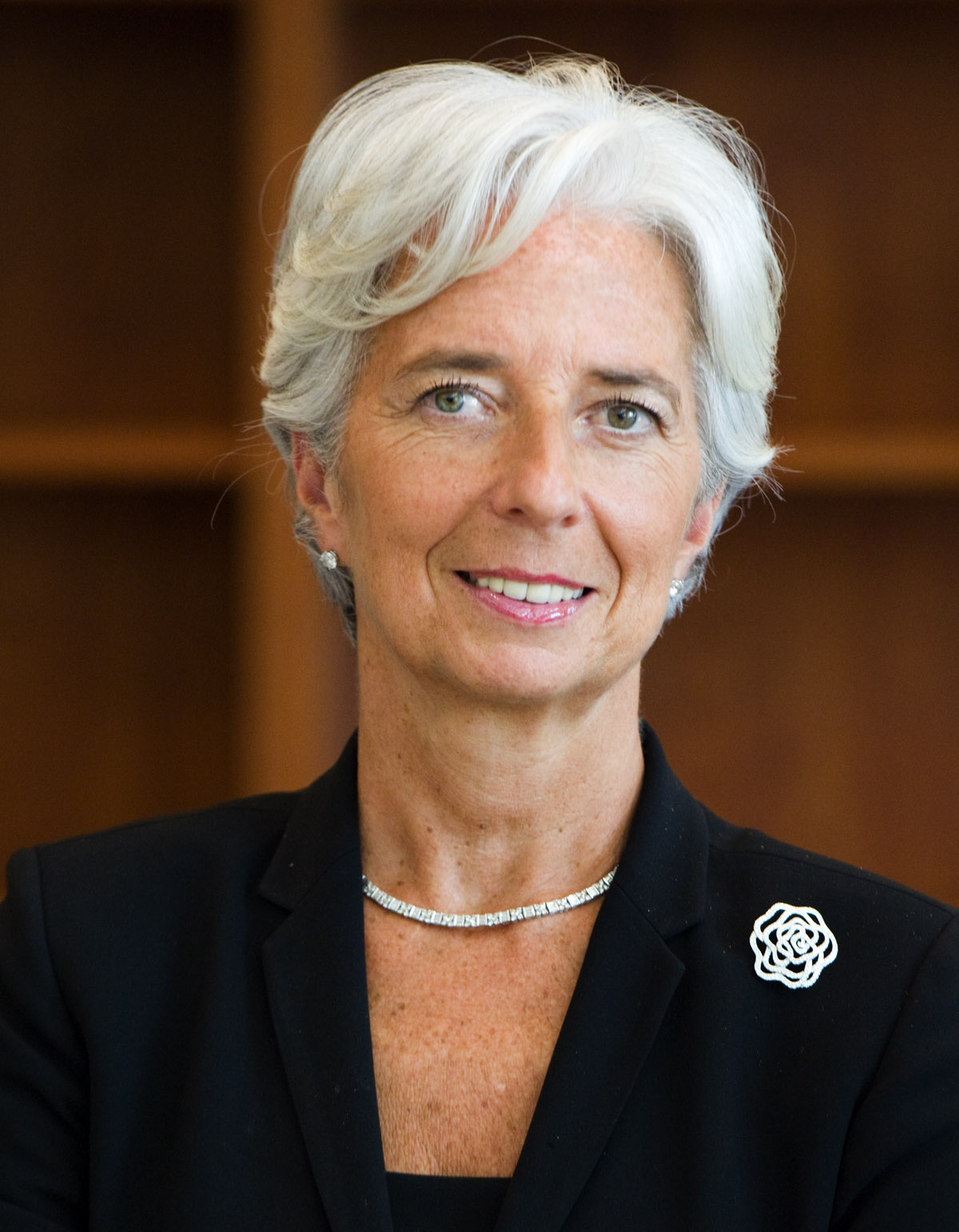
FMI Christine Lagarde, Directora Gerente
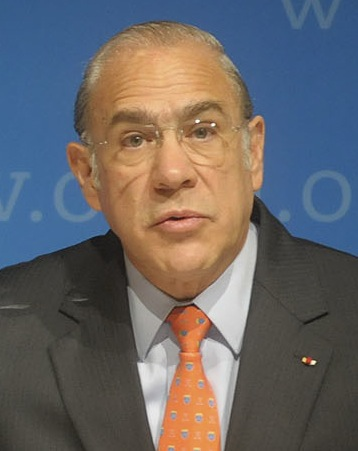
OCDE José Ángel Gurría, Secretario General
OIT Guy Ryder, Director General
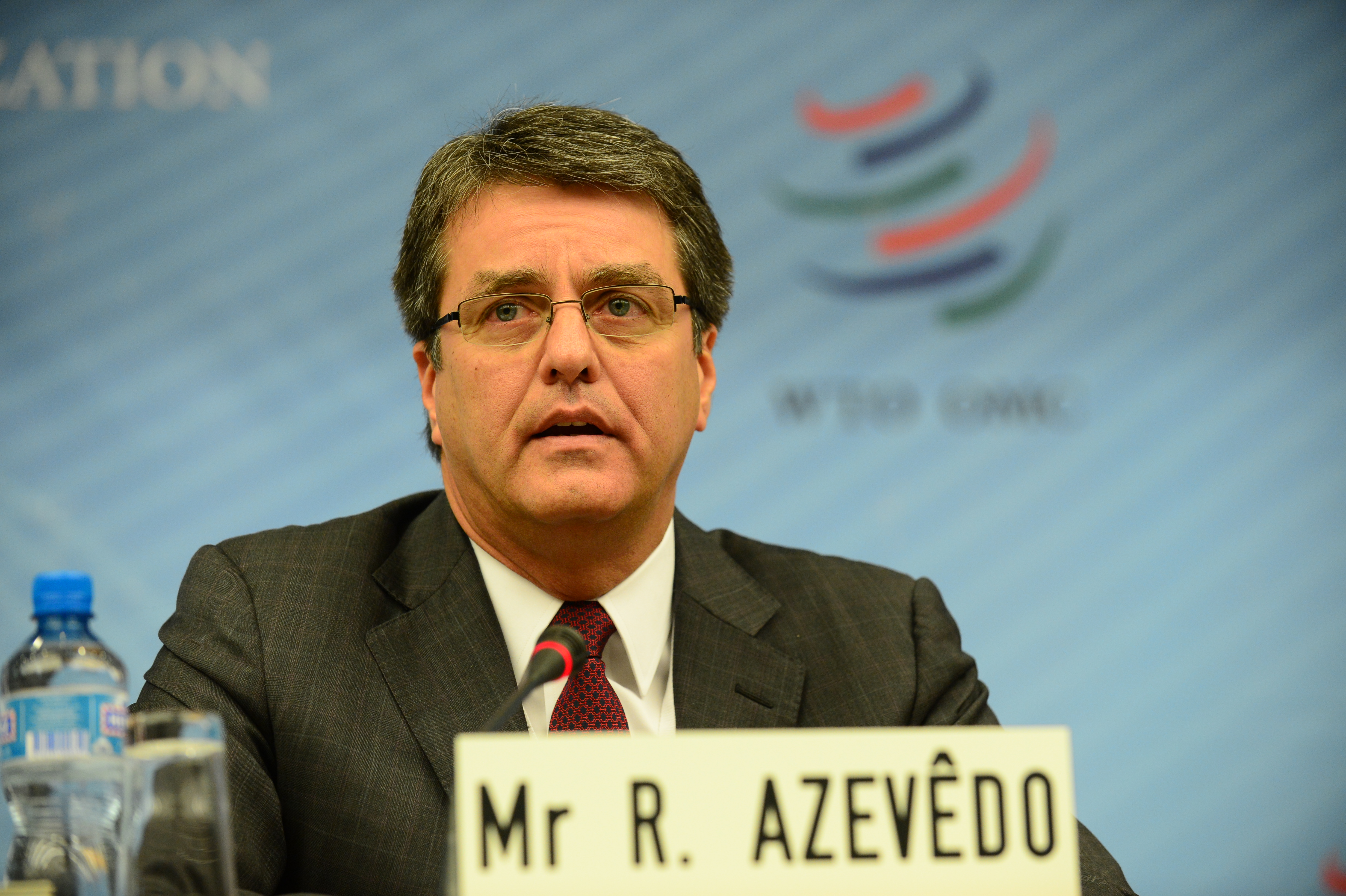
OMC Roberto Azevêdo, Director General
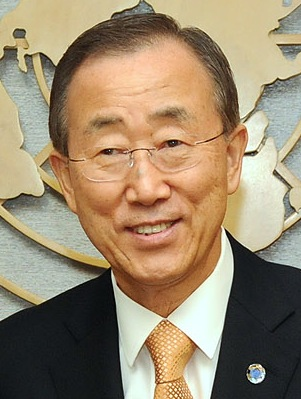
ONU Ban Ki-moon, Secretario General

## Tema de la Cumbre del G-20
| Año  | Tema                                                                          |
| ---- | ----------------------------------------------------------------------------- |
| 2016 | Hacia una economía mundial innovadora, vigorizada, interconectada e inclusiva |

## Key Agenda items
- Breaking a New Path for Growth[11]
  - Maintaining the Momentum of World Economic Recovery
  - Lifting Mid-to-Long Term Growth Potential
- More and Efficient Global Economic and Financial Gobernance[12]
  - Improving International Financial Architecture to Meet Future Challenges
  - Continuing Financial Sector Reforms
  - Developing Green Finance
  - Improving International Tax Regime
  - Implementing Consensus on Anti-Corruption
- Robust International Trade and Investment[13]
  - Reinforcing Trade and Investment Cooperation Mechanism
  - Supporting the Multilateral Trade System
  - Promoting Global Trade Growth
  - Promoting Inclusive and Integrated Global Value Chains
  - Enhancing Cooperation and Coordination on Global Investment Policy
- Inclusive and Interconnected Development[14]
  - Implementing the 2030 Agenda for Sustainable Development
  - Optimizing G20 Development Cooperation Agenda
  - Building Infrastructure and Connectivity
  - Promoting Accessible, Affordable and Sustainable Energy Supply
  - Increasing Employment
  - Improving Food Security and Nutrition
  - Mobilizing Climate Finance
  - Eradicating Poverty
  - Supporting Industrialization in Africa and Other Developing Countries